# Papa Pio I
Pio I (em latim: Pius; Aquileia, 7 de setembro de 81 — Roma, 155) foi o décimo papa da Igreja Católica Apostólica Romana entre 140 e 154. Pio nasceu em Aquileia, norte da Itália. Foi eleito papa após três dias de jejum e oração dedicados pelos fiéis romanos na escolha do novo Pontífice, em sucessão a Santo Higino, morto no ano anterior.
O seu pontificado foi marcado por questões envolvendo judeus convertidos e com heresiarcas como os gnósticos Valentim, Cerdão e Marcião, criador dos marcionismo. Procurou o diálogo com os filósofos e estudiosos heresiarcas gregos e egípcios que possuíam versões mais espiritualizadas dos evangelhos sagrados (como o Evangelho de Marcião). Foi sucedido por São Aniceto.

## Pontificado
São Pio governou a Igreja na metade do segundo século, durante os reinos dos imperadores Antonino Pio e Marco Aurélio. Ele foi o nono sucessor de São Pedro na Sé de Roma. Ele decretou que a Páscoa deveria ser nos Domingos. Ele se diz ter construído uma das mais antigas igrejas em Roma, Santa Pudenziana.
São Pio sofreu muitas dificuldades durante seu papado. Foi contrário ao valentianismo e ao gnosticismo de Marcião, a quem ele excomungou.
A festa à São Pio I é celebrada no dia 11 de Julho e, segundo o Missal Romano, deve ser celebrado como um "Memorial", salvo em algumas localidades onde há celebrações obrigatórias.